# Udea uliginosalis
Udea uliginosalis is een vlinder uit de familie van de grasmotten (Crambidae), uit de onderfamilie van de Spilomelinae. De wetenschappelijke naam van deze soort is voor het eerst voorgesteld als Botys uliginosalis door James Francis Stephens in een publicatie uit 1834.
De soort komt voor in Ierland, het Verenigd Koninkrijk, Duitsland (Beieren), Polen, Frankrijk, Zwitserland, Liechtenstein, Oostenrijk, Slowakije, Spanje, Italië, Slovenië, Servië, Roemenië, Albanië, Noord-Macedonië en Bulgarije.